# Kontron PSI 80

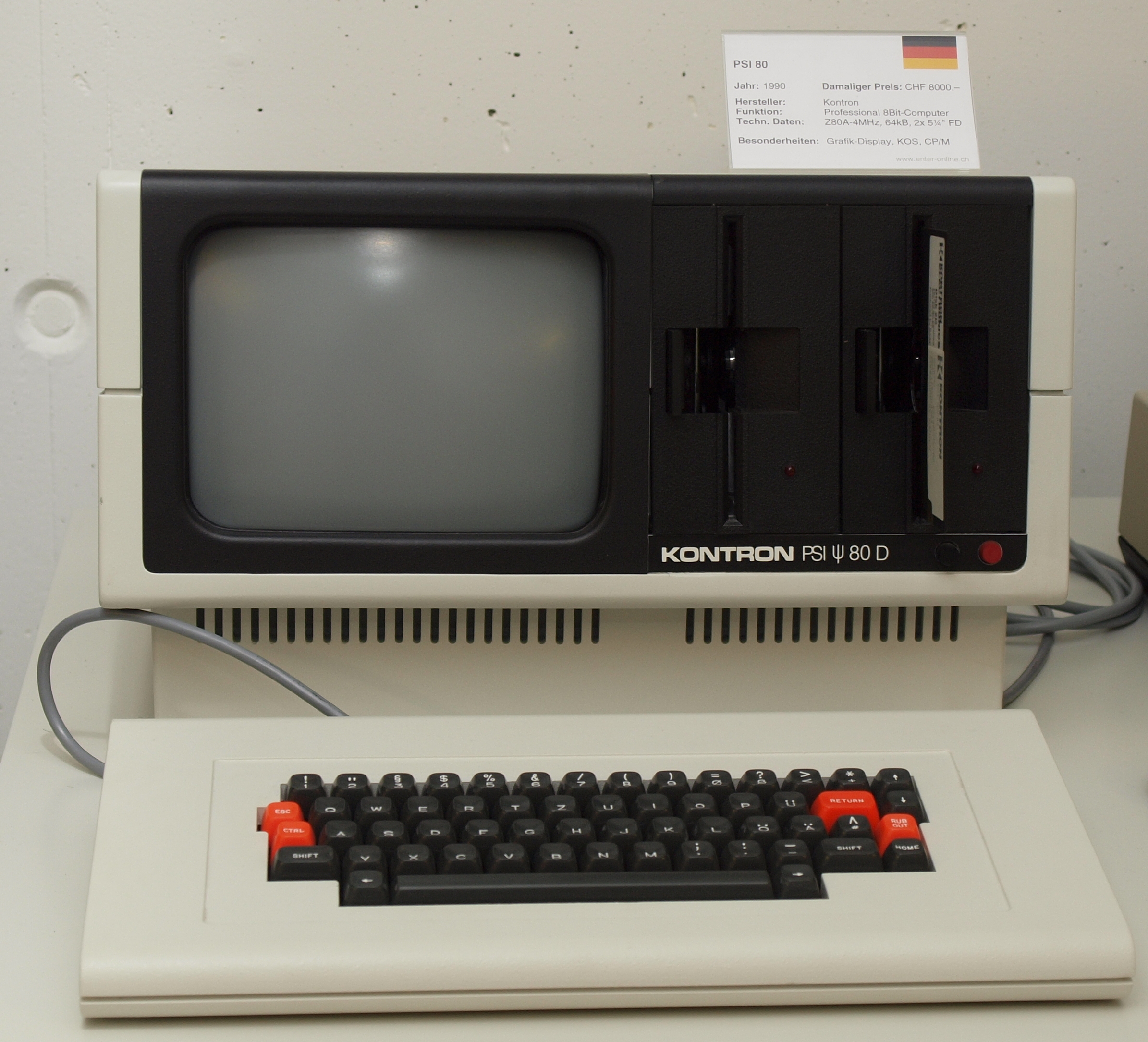
Kontron PSI Ψ 80 D im Museum Enter

Der Kontron PSI Ψ 80 war ein kompaktes Microcomputer-Modell, hergestellt am Anfang der 1980er Jahre von der damaligen Firma KONTRON Mikrocomputer GmbH, Eching bei München, einer Vorläufer-Firma der heutigen Kontron AG.
Das Gerät wurde in zwei Gehäusevarianten angeboten, als PSI Ψ 80, ein Tischcomputer mit eingebautem 9-Zoll-CRT-Bildschirm, und unter der Bezeichnung PSI Ψ 82 als Industriecomputer zum Einbau in ein 19-Zoll-Rack mit separatem 12-Zoll-Monitor. Beide Gehäuse zeichneten sich durch den eingebauten Einschubrahmen aus, der Baugruppen und Schnittstellen im Europaformat aufnehmen konnte. Der Computer war mit dem ECB-Bus konstruktiv zur Aufnahme von Subprozessorbaugruppen, Echtzeituhr, digitalen und Analogen Ein-/Ausgabeschnittstellen, IEC/IEEE488-Bus-Controller und weiteren Zusätzen ausgelegt. Als Einsatzgebiete waren u. a. industrielle Steuerung, Laborautomatisierung, Ausbildung, technisch-wissenschaftlicher Einsatz, Messdatenerfassung, Prozesskontrolle, Softwareentwicklung und Büroeinsatz vorgesehen.
Der Computer wurde weitgehend baugleich auch als Kienzle CC-9010 von der damaligen Kienzle Apparate GmbH angeboten.

## Hardware
Das Gehäuse des PSI Ψ 80 hatte die Abmessungen 455 × 355 × 270 mm (B/T/H) und wog ca. 15 kg. Die Zentraleinheit war als damals hochintegrierte Computerbaugruppe mit Ausbaumöglichkeiten ausgeführt. Als Prozessor wurde ein Zilog Z80A mit einer Taktfrequenz von 4 MHz eingesetzt. Weitere Merkmale waren:
- 64 KB RAM-Speicher
- 16 KB separater Bildspeicher
- grafikfähiger Bildprozessor mit einer Auflösung von 512×256 Pixeln (non interlaced)
- 2 serielle Schnittstellen (RS232C/20mA, RS232C) mit Z80A-SIO
- 1 Parallelschnittstelle (Centronics) mit Z80A-PIO (optional)
- 8 Timer/Counter-Kanäle mit Z80A-CTC
- 1 Floppy-Disk-Controller für interne oder externe Disketten-Laufwerke in 5-Zoll- bzw. 8-Zoll-Technik
- Erweiterungen für DMA, RS422, Modem, Lichtgriffel etc.

Der eingebaute Monochrom-Bildschirm war in grün oder optional in bernstein ausgeführt und stellte im Text-Modus 2.000 Zeichen in 25 Textzeilen mit 80 Zeichen dar. Im Grafikmodus waren es über 130.000 Bildpunkte in 256 Bildzeilen zu je 512 Punkten.
Maximal waren zwei Diskettenlaufwerke integriert und bis zu vier Laufwerke anschließbar. Standardmäßig verfügten sie über eine Speicherkapazität von 308 kB (77 Spuren) bzw. 616 KB (2× 77 Spuren) bei der Modellreihe PSI Ψ 80/Q. Das Modell PSI 80 D/W5 beinhaltete anstelle eines zweiten Diskettenlaufwerk eine Festplatte mit einer Kapazität von 5 MB (formatiert). Zudem wurden externe Festplatten im 8-Zoll-Format mit einer Kapazität von 10 oder 20 MB angeboten, anzuschließen über die Parallelschnittstelle.

## Software
Kontron stattete die PSI Ψ 80 Computer mit dem firmenspezifischen Betriebssystem KOS aus, das durch ein Software-Modul Kompatibilität zu den Systemaufrufen von CP/M 2.2 bot, aber in seiner Funktionalität weit darüber hinausging. Dazu zählten unter anderem ein fortschrittliches Dateiverwaltungssystem sowie Multitasking mit Vordergrund-/Hintergrundbetrieb, beispielsweise Spooling für Druckerausgabe, Datenkommunikation oder anwendungsspezifische Teilaufgaben. KOS verwaltete bis zu 10 Tasks, die mit Priorisierung in Zyklen von 20 ms abgearbeitet wurden.
Wichtige Eigenschaften von KOS waren:
- automatische Speicherverwaltung
- Ein-/Ausgabefunktionen über logische Gerätezuweisung
- Dateisuche über alle angeschlossenen Massenspeicher
- Dateigröße bis 8 MB
- Medium-Kapazität bis 64 MB
- Datei-Attribute für Schreibschutz, Löschschutz oder Passwortschutz

Im Preis des PSI Ψ 80 war ein Paket von Standardsoftware beinhaltet – ein Programm zur Erstellung von Texten und Software-Quellcode (PSI/EDITOR), als Treiber bzw. relokative Objektmodule realisierte Software zur Grafikdarstellung (PSI/GRAPH), dazu PSI/ASM und PSI/LINK, Makro-Assembler und Linker zur Umwandlung von Assembler-Programmen und zum Zusammenbinden von Programmteilen, sowie PSI/BASIC, ein Interpreter der Programmiersprache BASIC mit spezifischen Erweiterungen und Funktionen.
Darüber hinaus wurden von KONTRON separat lizenziert angeboten:
- PSI/PASCAL, mit dem Programme der Programmiersprache Pascal in einen Zwischencode übersetzt wurden, der zur Laufzeit vom PSI-PASCAL-Interpreter ausgeführt wurde.
- COBOL-80, ein Cobol-Compiler von Microsoft
- BASIC-80, ein BASIC-Interpreter von Microsoft
- FORTRAN-80, ein Fortran-Compiler von Microsoft
- PSI/AUTOTEXT, ein Textformatierprogramm
- PSI/WORDSTAR, eine adaptierte Version des damals verbreitetsten Textverarbeitungsprogramms Wordstar von MicroPro
- PSI/PLOT, eine Software für Darstellung und Druck von Grafik
- PSI/MOD, eine Software zur Datenübertragung über Modem (erforderte die Hardware-Option "Modemschnittstelle")

Aufgrund der weitgehenden CP/M-Kompatibilität von KOS konnte, gegebenenfalls nach Adaption, die am Markt verfügbare Software für CP/M eingesetzt werden, sofern diese keine Speicherbedarf von mehr als 50 KB hatte.

## Mehrbenutzersystem KOBUS
Auf Basis der PSI-80-Systeme und des Betriebssystems KOS realisierte Kontron das Mehrbenutzersystem KOBUS, quasi eine Fileserver-Lösung. Eine PSI-Masterstation steuerte die Kommunikation zwischen Master und bis zu 16 PSI-Terminalstationen. Der Master war ein erweiterter PSI-Computer mit Festplatte, meist 20 MB, und einem selbständig arbeitenden KOBUS-Preprozessor als Subsystem zur Steuerung der Übertragung und zur Unterstützung der Festplattenverwaltung. Als Endgeräte waren PSI-Systeme mit eigenem Massenspeicher einsetzbar, aber auch Systeme ohne Massenspeicher (PSI Ψ 80/TC), die vom zentralen Server booteten. Die Anbindung ins Netz erfolgte über den KOBUS-Anschluss (RS-422), der über Koaxialkabel eine Übertragungsrate von 800 kBit/s zur Verfügung stellte. Der Transfer zwischen KOBUS und RAM war DMA-gesteuert.